# گریگوری پاستل
گریگوری پاستل (انگلیسی: Grégory Pastel؛ زادهٔ ۱۸ سپتامبر ۱۹۹۰) بازیکن فوتبال اهل فرانسه است.
از باشگاه‌هایی که در آن بازی کرده‌است می‌توان به باشگاه فوتبال نانسی اشاره کرد.
وی همچنین در تیم ملی فوتبال مارتینیک بازی کرده‌است.